# Martin Thibault
Martin Thibault, né à Pohénégamook le 12 juin 1957, est un écrivain et dramaturge québécois,.

## Biographie
Martin Thibault s'intéresse à plusieurs genres littéraires (poésie, fiction, théâtre, philosophie). Il fait des études universitaires en lettres, puis de la musique.
Plusieurs de ses écrits ont été donnés à la radio de Radio-Canada. Il participe également à plusieurs événements littéraires dont le Festival international de poésie de Trois-Rivières. Il fait aussi des lectures dans les cafés et les bars de Montréal ainsi qu'à la Bibliothèque et Archives nationales du Québec dans le cadre de l'activité « Poésie et Jazz »avec le poète Claude Beausoleil (2014).
De 2009 à 2010, il est écrivain en résidence dans les bibliothèques de l’arrondissement Villeray-St-Michel-Parc-Extension. Il est ensuite Poète de la Cité dans le cadre du programme de résidence du Conseil des arts de Montréal (2014 à 2015),,,.
En poésie, il fait paraître plusieurs titres dont Haut-fond (Éditions du Noroît), Dans l'eau de l'autre (Éditions du Noroît, 1997), Un radeau de papier (Éditions du Noroît, 200), La mesure du possible (L'Hexagone, 2015) ainsi que Une longue phrase jusqu'à ma disparition (Éditions du Noroît, 2019).
Comme romancier, il publie deux titres aux Éditions Trois-Pistoles soit Là où ça mord (2004) ainsi que Si on parlait d'amour en collaboration avec Pierre Bertrand (2011),. Il fait également paraître un recueil de nouvelles qui s'intitule J'espérais que la nuit soit douce (Éditions Trois-Pistoles, 2009),,.
En tant qu'essayiste, il publie deux titres en collaboration avec Pierre Bertrand : Paroles de l'intériorité : dialogue autour de la poésie (Liber, 2007) ainsi que Drôles de bêtes : essai sur la mort (Éditions Trois-Pistoles, 2011).
En théâtre, il écrit notamment la pièce Il poussera des ailes aux perchaudes, qui sera lue à la radio de Radio-Canada en 2000, puis L'homme qui voulait rêver, qui sera lue à la 14e Semaine de la dramaturgie du Centre des auteurs dramatiques au Théâtre d'Aujourd'hui. Ces deux pièces sont disponibles au Centre des auteurs dramatiques ainsi qu'à l'École nationale de théâtre.
Deux fois finaliste au Prix des Terrasses Saint-Sulpice de la revue Estuaire, il remporte le Prix Jovette-Bernier en 1999. En 2014, Martin Thibault est également finaliste du Prix Marcel-Couture/La Presse.
Il est membre de l'Union des écrivaines et des écrivains québécois.

## Œuvres

### Poésie
- Haut-fond, avec des monotypes de David Armstrong, Montréal, Éditions du Noroît, 1995, 77 p. (ISBN 2-89018-329-7)
- Dans l'eau de l'autre, Montréal, Éditions du Noroît, 1997, 72 p. (ISBN 2-89018-386-6)
- Les yeux sur moi, Montréal, Éditions du Noroît, 1999, 78 p. (ISBN 2-89018-434-X)
- La totalité du paysage, Montréal, Éditions du Noroît, 2001, 72 p. (ISBN 2-89018-474-9)
- Un radeau de papier, Montréal, Éditions du Noroît, 2004, 80 p. (ISBN 2890185435)
- Sur le chemin Marchant, Montréal, Éditions du Noroît, 2005, 44 p. (ISBN 2-89018-544-3)
- Shotgun : cris et chants d'amour, Notre-Dame-des-Neiges, Éditions Trois-Pistoles, 2007, 45 p. (ISBN 978-2-89583-154-9)
- Un oiseau moqueur sur l'épaule, Montréal, Éditions du Noroît, 2008, 79 p. (ISBN 978-2-89018-640-8)
- La mesure du possible, Montréal, L'Hexagone, 2015, 66 p. (ISBN 9782896480814)
- Une longue phrase jusqu'à ma disparition, Montréal, Éditions du Noroît, 2019, 73 p. (ISBN 9782897661779)

### Roman
- Là où ça mord, Notre-Dame-des-Neiges, Éditions Trois-Pistoles, 2004, 171 p. (ISBN 2-89583-067-3)
- Si on parlait d'amour, en collaboration avec Pierre Bertrand, Notre-Dame-des-Neiges, Éditions Trois-Pistoles, 2011, 238 p. (ISBN 9782895832393)

### Nouvelles
- J'espérais que la nuit soit douce, Trois-Pistoles, Éditions Trois-Pistoles, 2009, 167 p. (ISBN 978-2-89583-207-2)

### Essai
- Paroles de l'intériorité : dialogue autour de la poésie, en collaboration avec Pierre Bertrand, Montréal, Liber, 2007, 133 p. (ISBN 978-2-89578-137-0)
- Drôles de bêtes : essai sur la mort, en collaboration avec Pierre Bertrand, Notre-Dame-des-Neiges, Éditions Trois-Pistoles, 2011, 157 p. (ISBN 978-2-89583-254-6)

## Prix et honneurs
- 1995 - Finaliste : Prix des Terrasses Saint-Sulpice de la revue Estuaire (pour Haut-Fond)
- 1997 - Finaliste : Prix des Terrasses Saint-Sulpice de la revue Estuaire (pour Dans l'eau de l'autre)
- 1999 - Récipiendaire : Prix Jovette-Bernier (pour Les yeux sur moi)

- 2014 - Finaliste : Prix Marcel-Couture/La Presse[11]